# Nykøbing Sjælland
Nykøbing Sjælland este un oraș în Danemarca.